# Římskokatolická farnost Slatinice
Římskokatolická farnost Slatinice je zaniklá církevní správní jednotka sdružující římské katolíky ve Slatinicích a okolí. Organizačně spadala do krušnohorského vikariátu, který je jedním z deseti vikariátů litoměřické diecéze.

## Historie farnosti
Již v roce 1364 existovala v místě plebánie. Od roku 1609 jsou vedeny matriky. V roce 1660 bylo do farnosti přičleněno také území farnosti Holešice, které se však oddělilo v roce 1722, kdy se Holešice staly opět samostatnou farností.
Farnost existovala do 31. prosince 2012 jako součást mosteckého farního obvodu. Od 1. ledna 2013 zanikla sloučením do farnosti-děkanství Most - in urbe.

### Duchovní správcové vedoucí farnost
Začátek působnosti jmenovaného v duchovní správě farnosti od:
- 1671   Georgius Franciscus  Libich
- 1677   Wenceslaus Schürder, O. Cr.
- 1709   Joannes Träger
- 1712   Joannes Kleczka
- 1719   Wenceslaus Skutan
- 1765   Antonius Fischer
- 1765   Petrus Cattu
- 1780   Joann. Küttner, † 27. 4. 1810
- 1809   Franc. Masanz, n. 24. 2. 1776 Lewin, o. 8. 9. 1805, † 19. 6. 1859
- 1854     chybí katalog
- 1855   Franc. Alois. Oehm, n. 16. 1. 1821 Hareth, o. 25. 7. 1845, † 29. 8. 1891
- 1884   Vinc. John, n. 14. 10. 1822 Schüttenitz, o. 4. 7. 1848, † 8. 10. 1887
- 1887   par. vacat, admin. int. Anton. Weber
- 1888   Anton. Weber, n. 5. 11. 1859 Brandav., o. 11. 5. 1884, † 3. 9. 1934
- 1906   Theod. Schlegel, n. 12. 7. 1871 Leipa, o. 7. 7. 1895, † 9. 4. 1938
- 1908   Franc. Tandler, n. 1. 10. 1877 Buschullersdorf, o. 11. 4. 1903
- 1931   par. vacat, admin. interc. Franc. Fischer
- 1932   Anton Schwarz, n. 6. 4. 1899 Raunek 25. 6. 1922, † 23. 2. 1979
- 1. 7.  1943    Car. Titzler n. 13. 9. 1908 Pont., o. 29. 6. 1932, † 18. 6. 1975
- 1. 6.  1952    Oldřich Hodač
- 11. 10. 1952 Jan Vanák
- 4. 9.  1953    Oldřich Hodač
- 3. 10. 1953   Tomáš Holoubek
- 1. 8.  1954    Antonín Blaha
- 1. 8.  1955    Václav Truxa, O. Cr
- 15. 9. 1957   Jaroslav Knespl
- 21. 11. 1976 Radim Hložánka
- 1. 6   1977    Jan Janáč
- 1. 9.  1980    Stanislav Česlík
- 7. 4.  1986    Josef Nižnanský
- 1. 7.  1986    Jan Janáč
- 1. 9.  1995    Jan Bečvář
- 1. 8. 1999     Bohumil Bártek
- 1. 7.  2001   Josef Hurt
- 1. 7.  2010 – 31. 12. 2012 Grzegorz Marian Czyżewski, admin.[2]

Kromě kněží stojících v čele farnosti, působili ve farnosti v průběhu její historie i jiní kněží. Většinou pracovali jako farní vikáři, kaplani, katecheté, výpomocní duchovní aj.

## Území farnosti
Do farnosti náleželo území obcí:
- Bylany (Püllna)[p 2] s obcí Vršany (Würschen)[p 2]
- Slatinice (Deutsch Zlatnik)[p 2] s obcemi Čepirohy (Tschoeppern)[p 2] a Hořany (Hareth)[p 2]

## Římskokatolické sakrální stavby a místa kultu na území farnosti
| | Fotografie              | Stavba                   | Místo                   | Bohoslužby              | Zeměpisné souřadnice             | Status                             | Wikidata                |
| Zaniklé sakrální stavby | Zaniklé sakrální stavby | Zaniklé sakrální stavby  | Zaniklé sakrální stavby | Zaniklé sakrální stavby | Zaniklé sakrální stavby          | Zaniklé sakrální stavby            | Zaniklé sakrální stavby |
| --- | ----------------------- | ------------------------ | ----------------------- | ----------------------- | -------------------------------- | ---------------------------------- | ----------------------- |
| 1. |                         | Kostel sv. Šimona a Judy | Slatinice               | nelze sloužit           | 50°29′11″ s. š., 13°35′46″ v. d. | zbořený farní kostel               | —                       |
| 2. |                         | Kostel sv. Leopolda      | Bylany                  | nelze sloužit           | 50°28′4″ s. š., 13°36′2″ v. d.   | zbořený filiální kostel, hřbitovní | (Q84315433)             |
| 3. |                         | Kaple sv. Prokopa        | Vršany                  | nelze sloužit           | 50°28′48″ s. š., 13°34′43″ v. d. | zbořená kaple                      | (Q85415611)             |
| 4. |                         | Kaple sv. Blažeje        | Hořany                  | nelze sloužit           | 50°30′10″ s. š., 13°34′59″ v. d. | zbořená zámecká kaple              | —                       |
| Některé drobné sakrální stavby a pamětihodnosti lze dohledat zde v databázi Drobné sakrální památky Zaniklé sakrální stavby lze dohledat zde v databázi Poškozené a zničené kostely, kaple a synagogy v České republice |                         |                          |                         |                         |                                  |                                    |                         |

Ve farnosti se mohou nacházet i další drobné sakrální stavby, místa římskokatolického kultu a pamětihodnosti, které neobsahuje tato tabulka.

## Galerie sakrálních pamětihodností farnosti Slatinice

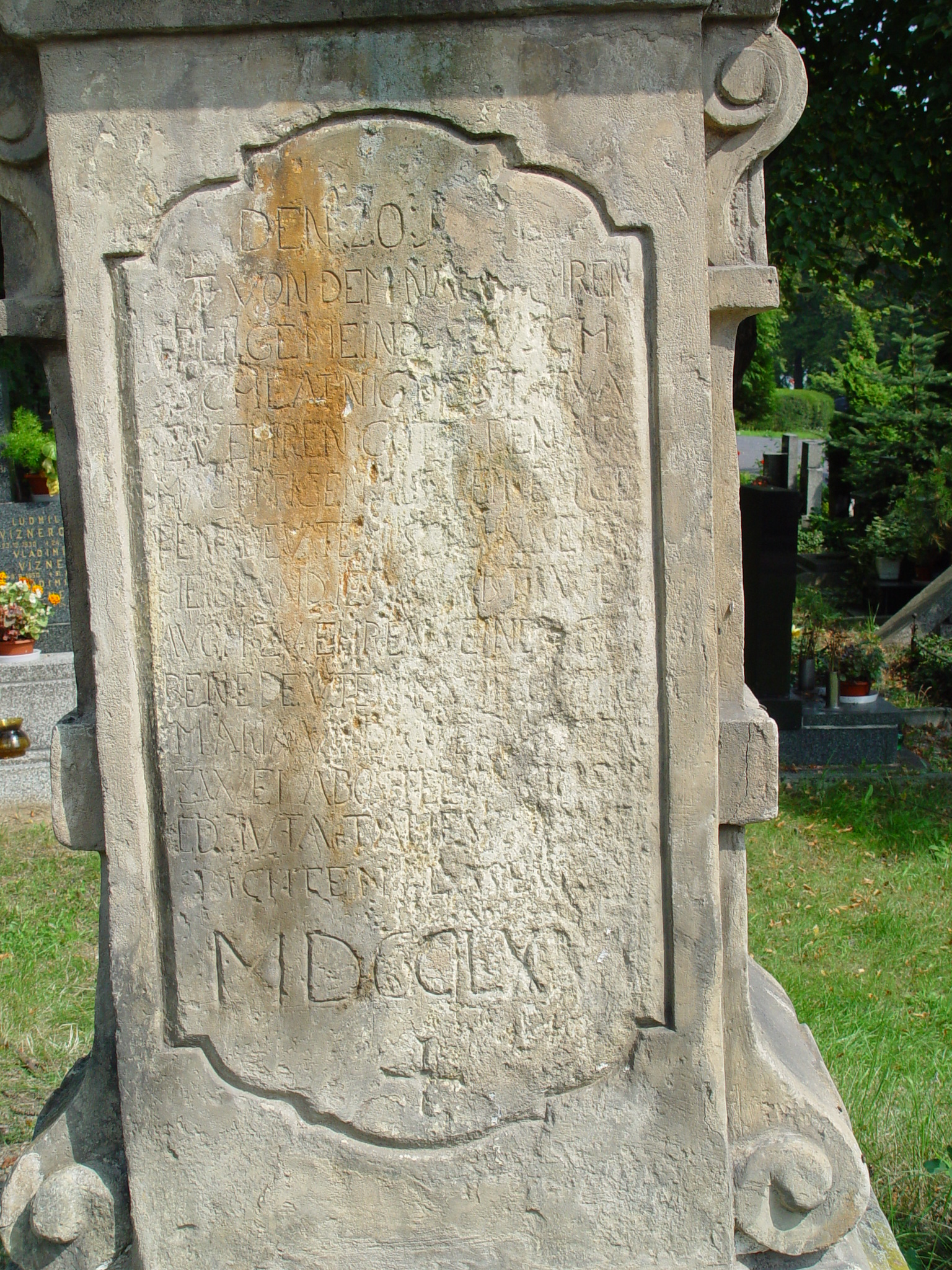
Detail čelní strany podstavce kříže ze Slatinic
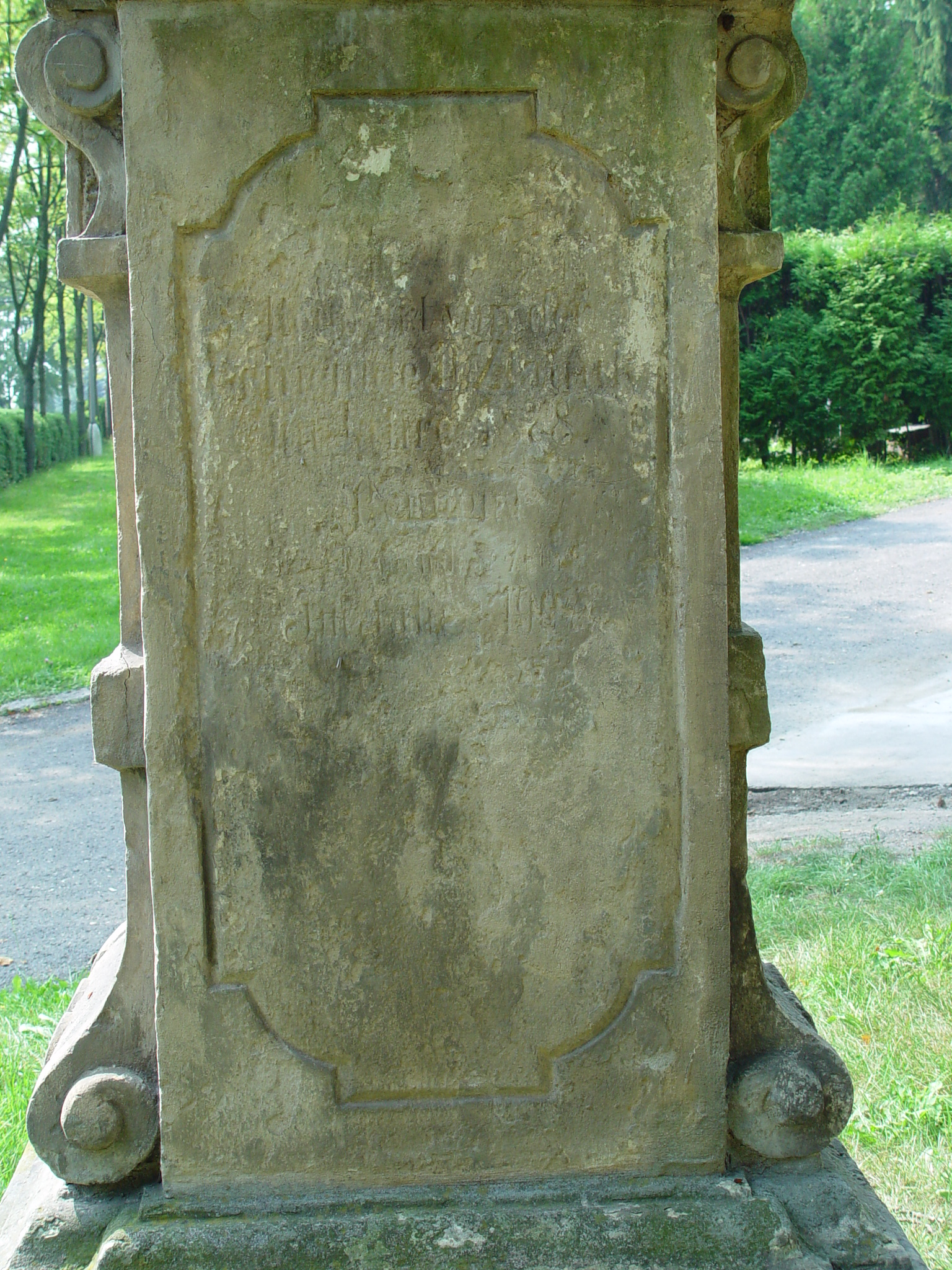
Detail zadní strany podstavce kříže ze Slatinic